# Dusse-Alin'
Il Dusse-Alin' (in russo Дуссе-Алинь?) è una catena montuosa situata nel territorio di Chabarovsk, nell'Estremo Oriente russo.
Il Dusse-Alin' costituisce il prolungamento settentrionale dei monti della Bureja. Si estende prevalentemente in direzione nord-sud per una lunghezza di circa 150 km. Culmina con una vetta priva di nome alta 2179 m (52°06′32″N 134°53′37″E).
A nord, il Dusse-Alin' confina con i monti Ėzop e il Jam-Alin'. Il Dusse-Alin' costituisce lo spartiacque tra i fiumi Bureja e Amgun'. A sud, i monti della Bureja ne costituiscono il prolungamento.
Queste montagne sono costituite da rocce metamorfiche e granito.
Alle quote più basse (sotto i 1300 m) crescono foreste di larici, mentre a quote più elevate predominano la tundra di montagna e il pino nano siberiano.
In prossimità delle sorgenti della Bureja, sul versante occidentale del Dusse-Alin', si estende la riserva naturale della Bureja.